# Contrato conmutativo

## Definiciones y concepto
El contrato conmutativo es todo aquél en que la existencia y el alcance de las ventajas y sacrificios derivados de las prestaciones asumidas por las partes se encuentran determinadas en el mismo momento de creación del vínculo; aunque estén sometidas a una condición (contratos condicionales) o a un plazo incierto.  
"Contrato en el que desde un principio aparece determinada la relación existente entre los beneficios y los sacrificios que las partes asumen".
Es decir, los beneficios y pérdidas derivados del contrato no dependen de un acontecimiento futuro e incierto (caso de los contratos aleatorios.). 
Por ejemplo: en el contrato de compraventa, las partes establecen al momento de su celebración que una de ellas recibirá una cosa y la otra deberá entregar un precio en dinero. De modo que: "“Las ventajas son ciertas y susceptibles de apreciación inmediata”.
Los riesgos del contrato están delimitados en el acto de su origen. 
Constituye junto con los contratos aleatorios una subcategoría de los contratos onerosos: todo contrato conmutativo es oneroso pero no todo contrato oneroso es conmutativo. 
Se diferencia de los contratos aleatorios en el momento y grado de certeza de las ventajas y las pérdidas de los contratantes.

## Origen de la categoría
Aparece mencionada en el Tratado de las Obligaciones de Pothier cuando refiere a la clasificación de los contratos. Pothier explica que:

Los contratos conmutativos son aquellos por los cuales cada una de las partes contratantes da y recibe ordinariamente el equivalente de lo que ella da

La definición precedente es replicada en la actualidad por algunos tratadistas y códigos civiles (ver más abajo). 
Sin embargo, fue criticada por Planiol y Ripert, quienes señalaron que introduce el concepto de "equivalencia" y de ese modo confunde la categoría de los contratos conmutativos con la de los contratos bilaterales o sinalagmáticos. 
Lo decisivo para caraterizar este tipo de contratos, según aquéllos autores y el consenso jurídico actual, es que el elemento aleatorio o de incertidumbre contenido en las prestaciones de las partes es mínimo desde el inicio; de manera que no hay dudas en cuanto a que: 

El valor de las prestaciones está fijado definitivamente desde el día del contrato de manera firme.
Louis Josserand

En otros términos, la equivalencia o falta de ella entre las prestaciones de las partes atañe a los términos del intercambio, presuponiendo que la base del negocio es querida y conocida desde la celebración del acto.

## Importancia de la clasificación
Establecer liminarmente si un contrato es conmutativo o aleatorio permite clarificar el análisis de aplicabilidad de los siguientes institutos: lesión, excesiva onerosidad sobreviniente y evicción. 

## Consagración legislativa
A continuación se citan algunos países y estados que en sus códigos civiles contienen una definición expresa del contrato conmutativo. El primer cuerpo codificado legal que incorporó la definición fue el Código Civil francés de 1804, siguiendo la proposición y esquema de Pothier (ver arriba).
Actualmente se puede distinguir tres modelos de definiciones: a)  "El contrato oneroso es conmutativo, cuando cada una de las partes se obliga a dar o hacer una cosa que se mira como equivalente a lo que la otra parte debe dar o hacer a su vez" (Código Civil de Francia). B) "Los contratos a título oneroso son conmutativos cuando las ventajas para todos los contratantes son ciertas" (Código Civil y Comercial de la Nación Argentina). C) "El contrato oneroso es conmutativo cuando las prestaciones que se deben las partes son ciertas desde que se celebra el contrato, de tal suerte que ellas pueden apreciar inmediatamente el beneficio o la pérdida que les cause éste" (Código Civil de México). 

### Enumeración
- Argentina (Código Civil y Comercial de la Nación, art. 928)
- Chile (Código Civil, art. 1441).
- Colombia (Código Civil, art. 1498).
- Ecuador (Código Civil, art. 1457).
- Francia (Código Civil, art. 1104).
- Guatemala (Código Civil, art. 1312).
- Honduras (Código Civil, art. 1542).
- Luisiana (Código Civil, art. 1768).
- México (Código Civil, art. 1838).
- Nicaragua (Código Civil, art. 2446).
- Quebec (Código Civil, art. 1382).

## Otra bibliografía sugerida
- Alterini, Atilio Aníbal (1999). «Clasificación de los contratos».  En Abeledo Perrot, ed. Contratos Civiles, Comerciales, De Consumo. Ciudad Autónoma de Buenos Aires: Abeledo Perrot. pp. 176-186. ISBN 950-20-1121-X.
- López Santa María, Jorge (2005). Los Contratos (4ª edición). Santiago de Chile: Editorial Jurídica de Chile. ISBN 956-10-1636-2.
- Spota, Alberto G. (1980). «Clasificaciones de los contratos». Instituciones de Derecho Civil. Contratos. Ciudad Autónoma de Buenos Aires: Depalma. pp. 162-172.

- Datos: Q3689143